# Tony Levin
Anthony Frederick "Tony" Levin (Boston, 6 de junio de 1946) es un bajista y compositor estadounidense. Además del bajo eléctrico, toca el contrabajo, el Chapman Stick y el sintetizador. Integró King Crimson entre 1981 y 2021 y desde 1977 trabajó con Peter Gabriel. También integró, entre otros grupos, Liquid Tension Experiment (1997–1999, 2008–2009 y desde 2020), Bruford Levin Upper Extremities (1998–2000) y HoBoLeMa (2008–2010). Lidera su propia banda, Stick Men, desde 2010.
Músico de estudio desde los años 1970, ha participado en más de 500 álbumes. Entre otros, participó en trabajos de John Lennon, Herbie Mann, Sarah McLachlan, Paula Cole, Stevie Nicks, Pink Floyd, Robbie Robertson, Paul Simon, Lou Reed, David Bowie, Joan Armatrading, Tom Waits, Buddy Rich, The Roches, Todd Rundgren, Seal, Warren Zevon, Bryan Ferry, Laurie Anderson, Kate & Anna McGarrigle, Gibonni, Chuck Mangione y Jean-Pierre Ferland. Participó en giras de Paul Simon (con quién apareció en la película One-Trick Pony. de 1980), Gary Burton, James Taylor, Judy Collins, Carly Simon, Peter Frampton, Tim Finn, Richie Sambora, Ivano Fossati, Claudio Baglioni y Lawrence Gowan.
Ayudó a popularizar el Chapman Stick y el contrabajo eléctrico. Creó los dedos funk, un tipo de baquetas modificadas que se sujetan a los dedos del intérprete a fin de golpear las cuerdas del bajo, con lo que se obtiene un particular sonido de percusión que se utiliza en el funk. En 2011, apareció en el segundo lugar de la lista de los «Veinte bajistas más subestimados» según la revista Paste, detrás de John Paul Jones de Led Zeppelin. En julio de 2020, se ubicó en el puesto 42 de la lista de los «50 más grandes bajistas de todos los tiempos», según la revista Rolling Stone.

## Biografía

### Primeros años
Nació en Boston, Massachusetts, en el suburbio de Brookline. A los 10 años empezó con la música tocando el contrabajo. Ya en la secundaria, optó por la tuba, logrando el estatus de solista en la banda del colegio. También creó su cuarteto vocal (llamados Barbershop Quartet). Por ese entonces, tocaba principalmente con el contrabajo música clásica, logrando su momento más notable al tocar en la Casa Blanca con una orquesta juvenil para John F. Kennedy y Jackie Kennedy.
Asistió a la Eastman School of Music en Rochester, NY, formando parte de la Rochester Philarmonic Orchestra. En la escuela también asistía Steve Gadd, hoy en día un renombrado batería de sesión, quien le mostró a Tony la música Rock y Jazz. Levin tuvo tanto entusiasmo que intercambió su baby bass eléctrico por un viejo Fender Precision Bass, que fue su instrumento por muchos años.

### Años 1970 e inicios
En 1970, se mudó a Nueva York y se unió a una banda llamada Aha, the Attack of the Green Slime Beast con Don Preston de The Mothers Of Invention. Al tiempo, empezó a trabajar como músico sesionista durante toda la década, en donde tocó el bajo en muchos álbumes. Entre ellos se cuentan álbumes de Lou Reed ("Berlin" de 1973), Paul Simon ("Still crazy after all these years" de 1975 y "One Trick Pony" de 1980), Alice Cooper ("Welcome to my Nightmare" de 1975, "Goes to Hell" de 1976 y "Lacey & Whiskey" de 1977) y hasta Ringo Starr ("Ringo the Fourth" de 1977), entre muchos otros.
Uno de sus mejores trabajos fue realizado junto John Lennon, en el disco Double Fantasy, apareciendo en un vídeo tributo hacia él con la canción "I'm Losing You".
A finales de los años 1970, buscando propuestas para salir de gira, Levin formó parte de la banda de Peter Gabriel gracias al contacto que le dio el productor Bob Ezrin. Levin y Ezrin trabajaron juntos anteriormente en los discos de Alice Cooper y Lou Reed. A partir de entonces, Levin es el bajista estable de Gabriel, tanto para las grabaciones en estudio como para las giras en vivo. Como dato anecdótico, en su primer trabajo de estudio con Gabriel, además de tocar el bajo, Tony tocó también la tuba.
Fue en los primeros años junto a Gabriel que Levin fue seducido por el Chapman Stick del cual hoy se considera uno de los pioneros con este instrumento. Tiempo después, mientras probaba la canción Big Time (del disco So, de Gabriel), Levin tuvo la idea de crear los dedos funk (Funk Fingers), que simplemente consisten en dos palillos de batería sujetados a sus dedos para golpear las cuerdas del bajo. Levin siempre dio crédito a Peter Gabriel por la idea. Andy Moore, su técnico por ese entonces, desarrolló esta idea por completo para que funcionara. Más adelante, Levin también utilizó sus Funk Fingers en la canción Steam de Peter Gabriel o la versión en vivo de The Talking Drum, de King Crimson.
En 1978, se mudó a Woodstock, Nueva York, para integrar una banda llamada L'Image, que, además de incluir a su viejo amigo Steve Gadd, también contaba con Mike Mainieri y Warren Bernhardt. La banda se disolvió un año después, y Levin permaneció en Woodstock, donde aún vive.

### Años 1980, Gabriel y Fripp
Durante la grabación del primer álbum de Peter Gabriel, conoció a Robert Fripp y, en 1980, luego de ser invitado por el mismo Fripp para participar de su álbum Exposure, se convirtió en un miembro de la nueva formación de King Crimson, que por esos días aún se hacía llamar Discipline.
Fue el bajista de Double Fantasy de John Lennon lanzado en noviembre de 1980.
Ha participado de giras con varios artistas, entre ellos: Pink Floyd, Paul Simon, Gary Burton, James Taylor, Herbie Mann, Goro Noguchi, Judy Collins, Joe Yamanaka, Dire Straits, Carly Simon, Peter Frampton, Claudio Baglioni, Anderson Bruford Wakeman Howe, Tim Finn y Richie Sambora.
En 1984, lanzó su Road Photos, una colección de fotos en blanco y negro que él mismo tomaba durante sus tours con Crimson, Gabriel, Simon y otros. Pete Levin, su hermano, es un teclista neoyorquino, conocido por su trabajo junto a Gil Evans. Volviendo a los años 1970, Tony y Pete colaboraron juntos con Steve Gadd en una comedia llamada The Clams. Tony aún sigue bromeando amenazando con mostrar ese material grabado algún día.

### Años 1990, muchos proyectos
En 1991, acompañó a Richie Sambora (guitarrista de Bon Jovi) en la gira de su álbum "Stranger in This Town". Levin fue miembro de King Crimson hasta la disolución de la formación "Doble Trio", que integraba junto con Robert Fripp, Adrian Belew, Trey Gunn, Pat Mastelotto y Bill Bruford. Años más adelante, Fripp nuevamente reuniría a King Crimson pero ya sin contar con Levin ni Bruford. Por otro lado, Levin también formó parte de dos subgrupos experimentales de la banda, llamados ProjeKct One (1997) y ProjeKct Four (1998).
En 1998, se unió a Mike Portnoy, John Petrucci y Jordan Rudess, miembros de Dream Theater, para un proyecto llamado Liquid Tension Experiment. El cuarteto grabó dos discos, Liquid Tension Experiment (1998) y Liquid Tension Experiment 2 (1999). Esta formación únicamente dio algunos shows en Nueva York, Filadelfia y Los Ángeles.

### El 2000 y el presente
En el 2004, Trey Gunn dejó King Crimson y Robert Fripp consideró y reclutó a Levin como bajista nuevamente. Tras una pausa King Crimson se reúne en 2008 con la formación de 2004 y el batería Gavin Harrison como quinto miembro. Por diversos motivos esa gira de 2008 es muy corta, se dan 10 conciertos y acaba la etapa de Adrian Belew.

## Discografía
Levin participó en cientos de grabaciones como músico sesionista, miembro permanente o artista invitado. Las siguientes grabaciones pertenecen al material donde el forma parte como miembro estable o compositor.
- Double Fantasy (1980) — John Lennon
- Discipline (1981) — King Crimson
- Beat (1982) — King Crimson
- Three of a Perfect Pair (1984) — King Crimson
- A Momentary Lapse of Reason (1987) - Pink Floyd
- Stranger In This Town (1991) - Richie Sambora
- Spin 1ne 2wo (1993) — Spin 1ne 2wo
- Milk and Honey (1984) — John Lennon
- Oltre (1990) — Claudio Baglioni
- THRAK (1995) — King Crimson
- World Diary (1996) — Solista
- Black Light Syndrome (1997) — Bozzio Levin Stevens
- From the Caves of the Iron Mountain (1997) — Gorn, Levin, Marotta
- Liquid Tension Experiment (1998) — Liquid Tension Experiment
- Bruford Levin Upper Extremities (1998) — Bruford Levin Upper Extremities
- Liquid Tension Experiment 2 (1999) — Liquid Tension Experiment
- Waters of Eden (2000) — Solista
- Situation Dangerous (2000) — Bozzio Levin Stevens
- B.L.U.E. Nights (2000) — Bruford Levin Upper Extremities
- Pieces of the Sun (2002) — Solista
- Double Espresso (2002) — Solista
- Resonator (2006) — Solista
- Stick Man (2007) — Solista
- Spontaneous Combustion (2007) — Liquid Trio Experiment (Levin / Portnoy / Rudess)
- When the keyboard breaks - live in chicago (2008) — Liquid Trio Experiment (Levin / Petrucci / Portnoy)
- Soup (2010) - Stick Men
- Tony Levin  David Torn  Alan White (2011) - Levin Torn White
- Music From An Expanded Universe (2014) - Leon Alvarado
- Liquid Tension Experiment 3 (2021) - Liquid Tension Experiment